# Petrarctus demani
Petrarctus demani is een tienpotigensoort uit de familie van de Scyllaridae. De wetenschappelijke naam van de soort is voor het eerst geldig gepubliceerd in 1946 door Holthuis.